# マヤ片岡
- マヤ片岡[4][5]
- マヤ・片岡[6]

マヤ片岡（マヤ かたおか、1909年〈明治42年〉3月8日 - 2003年〈平成15年〉1月15日）は、日本の美容師、美容家。本名は片岡信子。愛知県名古屋市出身。
昭和初期のパーマネントウエーブの流行を牽引した人物の1人であり、日本国内外での美容情報の発信により、美容界の発展に貢献した。昭和期の美容界を代表する人物の1人とされ、「パーマ界の草分け」とも呼ばれる。

## 経歴

### 誕生 - 美容の道へ
愛知県名古屋市で、旧家の米沢屋家に生まれた。1930年（昭和5年）春、21歳で上京し、文化学院文学部専攻科を卒業し、婦人画報社に記者として勤めた。
横浜港に停泊していたアメリカ客船プレジデント・ウィルソンの美容室を取材した際に、電気パーマを目にして、「洗ってもウェーブが落ちない」として興味を持った。マヤが美容師を志すと、母親は驚き、学校での娘の恩師である河崎なつのもとを相談に訪れると、なつはヨーロッパの美容師の社会的地位などを引き合いに出し、美容師は決して卑しい職業ではないことを説いて、母を納得させた。
船の取材の2年後、山野千枝子の美容研究所に入所した。卒業後、銀座尾張町の美容師であるロシー上田に師事した。1934年（昭和9年）に25歳で独立し、新宿三光町に「マヤ片岡美容室」を開業した。「マヤ片岡」の名は、母校である文化学院で文学部の部長を務めた作家の菊池寛が、フランシスコ・デ・ゴヤの描いたマヤの絵やマヤ文明にちなみ、当時の「メイ牛山」「アーデン山中」など、カタカナの名を名乗った著名な美容家たちに倣って付けた名である。片岡姓は結婚後の姓であり、このときすでに、後の日本ヘアデザイン協会代表理事である片岡守弘と学生結婚していた。

### 渡米
開店当初は、繁華街である新宿という好立地にもかかわらず、パーマ目当ての客はまだ少なかった。マヤは夫の勧めで、日本国外での勉強を決心した。1935年（昭和10年）、マヤは父から「結婚費用代り」の名目で資金を調達してアメリカへわたり、ロサンゼルスの美容学校に入学した。翌1936年にはニューヨークの美容学校で、さらに高度な美容技術を学んだ。
1936年（昭和11年）に帰国。新宿店を再開し、日系2世を片腕に据え、十数人のスタッフ、すべて輸入品の機器と薬剤を揃えた。中でも特徴は、ニューヨークから直輸入した最新鋭の電気パーマ機であった。これは日本全国的に見ても導入店はまだ数店で、しかもパーマ料金が当時の有名ホテルの宿泊料の10倍以上という高価なものであった。その点、マヤの店は機械を安価で仕入れた上に、設備費のコスト削減に努めた末、大衆的な料金を実現した。マヤはさらに、留学時代の人脈をいかし、新聞や雑誌に頻繁に広告を載せた。朝日新聞には連日のように「パーマは帝都一のマヤ片岡」の広告が載った。
この広告戦略は的中し、店には開店と同時にパーマ目当ての客がなだれ込み、「行列のできる美容室」として評判になった。打ち止めをしたり、翌日の予約券を発行せざるを得ないほどだった。客の中には、当時の人気漫画家の小野佐世男や俳優の高勢実乗の姿もあった。

### 戦中 - 終戦後
1937年（昭和12年）、日中戦争が開戦後、女性の髪形の自粛が奨励され、廃業する電気パーマ店が出始めた。マヤは芝山みよかや牛山喜久子らと「火曜会」を結成し、パーマの延命に尽力した。しかし太平洋戦争期には東京空襲が激化し、やむを得ず新宿店を閉め、静岡県熱海へ疎開した。
終戦後、マヤは東京へ戻るとすぐ、GHQによりアメリカ軍婦人将校の美容を命ぜられた。美容の技術に加え、アメリカ留学による語学力を買われたのである。神田のヒルトップホテルに美容室がもうけられ、マヤは毎日そこへ通勤した。連合軍司令官ダグラス・マッカーサー夫人のジーン・マッカーサーへの応対には苦労したが、帰り際には必ず、当時の日本の貴重品であった高級石鹸を贈られた。
翌年頃よりGHQの仕事から解放され、新宿店を再開した。戦前の店のあった場所は戦争で焼け野原となっており、戦後の混乱の乗じて不法占拠する男性たちがいたが、マヤはマッカーサー夫人に訴えて、これを一掃させた。さらに麹町、熱海、名古屋と、支店を拡張した。
1951年（昭和26年）には、欧米美容事情探求の旅から帰国し、有楽町で記念ショーを開催した。女優の関千恵子や明美京子らをモデルとし、欧米の髪を発表した。読売新聞社主催ということもあり、会場は美容師であふれた。またパリ滞在中には「フランス通信」として、現地の美容の傾向を日本の新聞や雑誌社へ流した。
日本国内外で美容情報を積極的に提供することで、マヤの名は急速に高まった。美容文化の発信者としては、牛山喜久子と共に代表的な存在であった。日本国外では、ロサンゼルスの支店も設けた。

### 晩年
60歳代に、それまで放置していた卵巣腫瘍の手術を受け、生死の境をさまよった。術後は癒着性腸閉塞を患った。また若い頃から神経性の心臓病の発作があり、常にカンフル注射薬を持ち歩いていた。加えて極端な便秘であったが、そうした体をものともせずに、年に2回は海外旅行に出ていた。
1993年（平成5年）12月、夫の守弘が事故死した。長男によれば「母の晩年はここから始まった」「父の死から約1年は夢遊病者のようだった」という。1998年（平成10年）にはようやく元気を取り戻して、長男夫婦らと共に石垣島へ旅行したが、それが最期の遠出となった。
翌1999年（平成11年）1月に、自宅で脳梗塞に倒れた。病床では「こんなことしていられない」と言い続けたが、4年間の闘病の末に、2003年（平成15年）1月15日、満93歳で死去した。芝山みよかは、その死に顔を「ご苦労のあとはみじんも感じられず」と追悼した。

## 人物
幼少時は男ばかり6人の兄弟と共に育ち、女子はマヤ1人だけであった。そのため女の子らしい遊びを好まず、チャンバラごっこが大好きであった。そのためか、「何事にも120パーセント」を目指す、強く勝気な性格であった。長男が誕生すると、教えた遊びは将棋、麻雀、花札であった。
戦中の苦楽を共にし、同年代であった芝山みよか、牛山喜久子とは、夫婦ぐるみで親交を深め、「業界三羽ガラス」と呼ばれた。特に芝山みよかは、親友と呼べる間柄であった。また牛山喜久子が、「死は美しい彼岸へ生まれゆくこと」と人生を肯定的に捉えていたのに対し、マヤは日頃から死後の世界を否定して「死は無だ」と語っており、対照的な死生観を持っていた。
美容界随一の実力者である山野愛子は、戦後以来のライバル関係といわれた。美容学校などで後進を育成した山野に対し、マヤは業界に根を張らず、東京から日本各地への出店で、営業一本で地位を築いた点で対照的であった。
美容師としてだけでなく、事業家も志向しており、美容以外の商売を模索していた時期もあった。株式投資にも熱心であった。芝山みよかの弁によれば「言う通りに売り買いしていたら本当に儲かった」と言う。その一方で、1億円の収入を得ると、その収入を別の相場に丸ごと投資し、結果として全額を失ったという、豪快な逸話もあった。
美容師として名を成した後は、家では毎朝、味噌汁をかけた卵かけご飯で朝食を済ませ、仕事に出るという生活ぶりだった。50歳代で腰を痛めるまでは休む間も無く働き、電話では早口でまくし立てた。頭の回転が速く、物事を割り切って前進する性格であり、人に対しては物事をはっきりと言った。それだけに人を傷つけることもあったが、当人は「つい本当のことを言っちゃう」と、気には止めていなかった。先述の山野愛子の活動に対しても、柔らかい口調ながらも厳しく批判することがあった。フリーの著述家である並木孝信は、マヤのこのような美容師としての人生を「疾走する車のよう」と表現している。

## 著書
- 個性をいかした髪とお化粧（大日本雄辯會、1949年）
- 美しくなる手帖（岩崎書店、1951年）
- 美容に関する108章（青鳥社、1959年）